# Gnathocharax steindachneri
Gnathocharax steindachneri är en fiskart som beskrevs av Fowler, 1913. Gnathocharax steindachneri ingår i släktet Gnathocharax och familjen Characidae. Inga underarter finns listade i Catalogue of Life.